# Mouvement de l'École moderne
Pour les articles homonymes, voir École moderne.

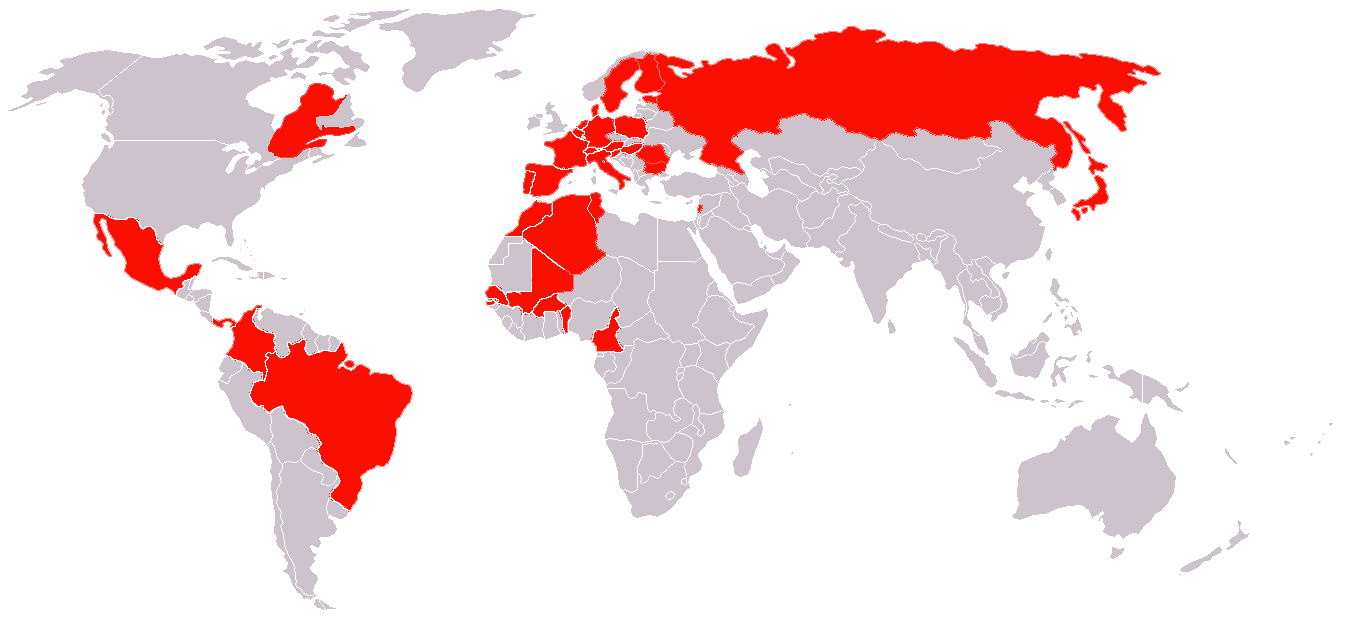
Pays avec des groupes du Mouvement de l'École moderne en 2005. Certains pays mentionnés sur la carte ne sont pas membres de la FIMEM.

Le Mouvement de l'École moderne est l'ensemble des enseignants qui suivent les impulsions pédagogiques et sociales de Célestin Freinet, de son épouse Élise et de leurs continuateurs. La Pédagogie Freinet est fondée sur l'expression libre des enfants et s’appuie sur des invariants pédagogiques (30 valeurs à appliquer et à transmettre) et des techniques pédagogiques modernes tels que l'utilisation de l'imprimerie et du cinéma à l'école, la classe-promenade, l'abolition de l'estrade, le travail de groupe, etc.

## Dans les pays francophones
En France, le Mouvement de l'École moderne est représenté par l'Institut coopératif de l'école moderne (ICEM) qui a été fondé par Freinet en 1947 et ses groupes départementaux. Freinet a dirigé ce mouvement jusqu'à sa mort en 1966. Après la mort de Freinet, l'ICEM tout en perpétuant les apports de Freinet, a continué à développer une pédagogie ouverte aux évolutions du monde moderne, en se confrontant sans cesse à de multiples influences. En 2014, L'ICEM comptait 3000 membres.
En Belgique (Wallonie), il existe une branche sous le nom Éducation populaire depuis 1937 et en Suisse depuis 1998 le Groupe suisse de l'École moderne qui réunit le Groupe romand de l’École moderne,créé en 1952, le Groupe genevois de l’École moderne, créé en 1968 et le Groupe de travail « pédagogie Freinet » suisse alémanique (allemand : Arbeitsgruppe Freinet-Pädagogik Deutschschweiz), créé en 1977 à Zurich.

## Dans le monde
La Fédération internationale des Mouvements de l'École moderne (FIMEM), fondée en 1957, réunit les mouvements nationaux et organise tous les deux ans un congrès international, la Rencontre internationale des éducateurs Freinet, (RIDEF) où les enseignants se réunissent pour échanger et se former.

### Au Maroc
L'AMEM, Association Marocaine de l'Ecole Moderne a été créé dans un contexte où le système éducatif marocain a connu des changements et des structures nouvelles se sont substituées aux anciennes.
L'AMEM œuvre pour une éducation coopérative et une nouvelle pédagogie en prenant appui sur les textes officiels dont la charte nationale d'éducation et de formation. L'article 6 de la charte dit: "La réforme de l'éducation et de la formation place l'apprenant, en général, et l'enfant en particulier, au centre de la réflexion et de l'action pédagogique. dans cette perspective, elle se doit d'offrir aux enfants du Maroc les conditions nécessaires à leur éveil et à leur épanouissement. l'article 9 ajoute: "Une école ouverte sur son environnement, grâce à une approche pédagogique fondée sur l'accueil de la société au sein de l'école, et la sortie de l'école vers la société avec tout ce qui peut être engendré comme bénéfice pour la nation; cela nécessite de tisser de nouveaux liens solides entre l'école et son environnement social, culturel et économique.
L'AMEM est animée par un bureau composé de membres appartenant aux différentes structures de l'enseignement. (Président, vice président, trésorier, vice trésorier, conseillers). L’adhésion à l'AMEM est ouverte aux enseignantes et enseignants du primaire, du collège, du lycée et de l'université, aux inspectrices et inspecteurs du MEN, aux personnels de l'administration du MEN ainsi qu'aux retraitées et retraités du MEN.
L'AMEM organisera la rencontre internationale des éducateurs Freinet (RIDEF) en 2022. (Présentation)

## Publications du Mouvement
La Coopérative de l'enseignement laïque (CEL) a été fondée en 1928 pour la production des matériaux d'enseignement pour ceux qui pratiquaient la Pédagogie Freinet et pour la publication de revues et de brochures pour le Mouvement de l'École moderne. Rachat par des enseignants en 1986 après des problèmes financiers de la CEL et devenu une société à responsabilité limitée Publications de l'École moderne française (PEMF). Cette maison d'éditions a elle-même été rachetée et ne publie plus exclusivement des manuscrits des enseignants Freinet, mais toute la gamme de revues pédagogiques comme Le nouvel éducateur ou Bibliothèque de travail. Elle a cessé ses activités en 2007. L'ICEM publie maintenant elle-même ses publications à destination des enseignants (Editions ICEM).